# Ахметова-Набиева, Эльвира Мирзануровна
 Ахметова-Набиева Эльвира Мирзануровна  (род. 12 апреля 1973 года) — солистка Ансамбля народного танца им. Ф.Гаскарова. Народная артистка РБ (2010).

## Биография
Ахметова-Набиева Эльвира Мирзануровна родилась 12 апреля 1973 года в Уфе.
В 1991 году окончила Уфимское хореографическое училище (педагог М. А. Каримов), в 2006 году ВЭГУ (педагог А. Х. Зубайдуллин).
С 1991 года работает в Ансамбле народного танца им. Ф. Гаскарова.

## Партии в танцах
«Бишбармаҡ» («Бишбармак»), «Бүләк» («Подарок»), «Гульназира», «Гуси-лебеди», «Ҡороҡсолар» («Укротители»), «Яҙғы ташҡын» («Весенний поток») и др.

## Награды и звания
Заслуженная артистка Республики Башкортостан (2002 г.)
Народная артистка Республики Башкортостан (2010 г.)